# Чемберс, Эдди
Эдди Чемберс (англ. Eddie Chambers, 29 марта 1982 года, Питтсбург, США) — американский боксёр-профессионал, выступавший в супертяжёлой и первой тяжёлой весовых категориях. Чемпион США по версии USBA (2007—2008). Бывший претендент на титул чемпиона мира.

## Профессиональная карьера
Дебютировал в декабре 2000 года. Около 5-и лет проводил только рейтинговые бои против слабых противников. Первыми его достойными соперниками стали джорнимены Росс Пьюрити и Роберт Хоукинс. Техничность Чемберса помогла ему с лёгкостью перебоксировать своих оппонентов. Проведя ещё несколько рейтинговых боёв, Эдди встретился также с бывшим соперником Кличко, Эдом Махоуном, и нокаутировал его в 4-м раунде. После ещё одного рейтингового боя Чемберс вышел на поединок с другим американским непобеждённым боксёром Дериком Росси.
В феврале 2007 года состоялся бой двух непобеждённых боксёров — Эдди Чемберса и Деррика Росси. На протяжении всего боя Чемберс был более активен и подвижен, чаще проводил атакующие манёвры и уклонялся от ударов Росси. В первой половине боя он произвёл серию ударов и нанёс рассечение Дерику. Рассечение над правым глазом кровоточило и постепенно глаз начал закрываться. В конце 7-го раунда во время атаки Чемберса рефери, глядя на заметное преимущество Эдди, остановил поединок.
В мае 2007 года Эдди Чемберс вышел на ринг против своего соотечественника Доминика Гуина. Бой начался не активно, но темп, заданный Чемберсом, начал постепенно утомлять соперника. Атаки Гуина больше приходились в защиту Чемберса, и в итоге с разгромным счётом Эдди уверенно победил Доминика Гуина по очкам.

#### Бой с Кэлвином Броком
Победа над Гуином вывела Чемберса в турнир за звание обязательного претендента на чемпионский бой по версии IBF. В первом туре Чемберс встретился с бывшим претендентом на чемпионский титул Кэлвином Броком. Бой вышел достаточно тяжёлый. Более жёсткий Брок немного уступал более техничному и быстрому Чемберсу. В близком бою победу при разногласии судей одержал Чемберс.

#### Претендентский бой с Александром Поветкиным
В элиминаторе по версии IBF Чемберс встретился с Александром Поветкиным. Бой сложился крайне тяжело для Александра. Чемберс великолепно защищался, принимая многочисленные удары Поветкина на блок либо уходя от них за счёт работы корпусом. В результате россиянину в ранних раундах практически не удавалось достать оппонента акцентированным попаданием. Более того: американский тяжеловес то и дело огрызался быстрыми, резкими и крайне неприятными для соперника правыми кроссами, периодически подключая к ним удар слева по печени. Весьма успешными в этом плане для Чемберса стали 2-й, 3-й и 4-й раунды боя, в которых Эдди регулярно гасил защитой напор Поветкина и активно контратаковал. Однако в 5-м, 6-м и 7-м раундах Александр отыскал бреши в обороне американца. Фирменные серийные комбинации «Русского витязя» с акцентом на «выстрелы» вразрез между перчатками Чемберса начали достигать цели. Но в последующих двух раундах Чемберс вновь проявил себя с лучшей стороны, проведя несколько запоминающихся ударов и не позволив Александру переломить ход боя. И все же в заключительной части данного противостояния российский боксёр сумел склонить чашу весов в свою пользу. Большое количество проведённых Поветкиным ударов изрядно снизило выносливость американца, что сказалось на надёжности его защитных построений в «чемпионских» раундах. В концовке боя Александр по уже отработанному сценарию шёл вперёд и атаковал оппонента многоударными комбинациями, причём большинство попаданий приходилось точно в голову Чемберса. В итоге все трое судей посчитали, что Поветкин достоин победы куда больше, нежели его соперник.

#### Восстановительные бои
После первого поражения в карьере от Александра Поветкина Чемберс, против ожиданий, начал наращивать обороты и выходить против серьёзных соперников. Так он нокаутировал опытного Рафаэля Батлера, провёл два рейтинговых боя против джорнимэнов Ливина Кастильо и Сиссе Салифа. А потом провёл два очень значимых и высокорейтинговых боя.

#### Бой с Сэмюэлем Питером
В тяжёлой схватке Чемберс победил всё ещё грозного и взрывного Сэмюэля Питера, решением большинства судей. Эта победа вновь подняла Чемберса в рейтингах.

#### Претендентский бой с Александром Дмитриенко
Чемберс вышел на бой за звание обязательного претендента на титул чемпиона мира по версии WBO с непобеждённым немцем украинского происхождения Александром Дмитренко. В тяжёлой и конкурентной борьбе американец прервал победную серию своего противника и завоевал себе право на чемпионский бой.

#### Чемпионский бой с Владимиром Кличко
20 марта 2010 года Эдди Чемберс встретился с чемпионом мира Владимиром Кличко. Владимир доминировал по ходу всего поединка. Эдди Чемберс пытался внести сумбурность в действия Владимира с помощью борцовских приёмов. Однако во втором раунде Кличко провёл мощный правый кросс, который потряс Чемберса. Быстрый Эдди не смог восстановиться и навязать Владимиру свой сценарий поединка. Кличко регулярно доносил тяжёлые удары до головы Чемберса, и в конце 12-го раунда, за 14 секунд до окончания боя, отправил Чемберса в тяжёлый нокаут левым хуком.
После поражения от Владимира Кличко Чемберс почти год не выходил на ринг, а затем, вернувшись, сразу принял участие в турнире сильнейших по версии IBF. Судьба вновь свела Чемберса с Дерриком Росси, но в этот раз Эдди победил по очкам. Во втором туре Чемберс должен был встретиться с Тони Томпсоном, однако получил травму, из-за которой был вынужден выбыть из турнира, и потерял повторную возможность встретиться с Кличко.
На 18 января 2012 года был запланирован его бой с бывшим обладателем титула WBO Сергеем Ляховичем, но Чемберс вновь получил травму и не смог провести бой. После курса реабилитации был заключён контракт на бой с другим известным боксёром, Томашем Адамеком.

#### Бой с Томашем Адамеком
В первых нескольких раундах Эдди Чемберс выглядел лучше Томаша Адамека, постоянно сдерживая его точным левым джебом. Однако в пятой трёхминутке, как показалось, Чемберс повредил левую руку и Адамек начал постепенно перехватывать инициативу. В 6-м раунде поляк провёл несколько хороших серий, а американец перестал работать левым джебом и использовал только правую руку. На 7-й раунд Эдди вышел заряженным и, даже работая одной правой рукой, перебоксировал Томаша. Однако уже в 8-м раунде Адамек вернул себе контроль над поединком, выбрасывая вновь точные и жёсткие удары. Заключительные раунды Адамек много работал, постоянно атакуя Чемберса, но большинство его ударов приходились в блок американца. В целом раунды были фактически равными, Адамек был постоянно занят, но Чемберс был более точен в своих немногочисленных ударах. По окончании 12-го раунда счёт на судейских записках был 116—112, 116—112, 119—109 в пользу Томаша Адамека.

#### Бой с Табисо Мчуну в первом тяжёлом весе
В 2013 году изъявил желание перейти в первый тяжёлый вес.
Американский тяжеловес Эдди Чемберс (36-4, 18 КО) потерпел весьма неожиданное поражение в поединке с молодым южноафриканцем Табисо Мчуну (14-1, 10 КО). Чемберс, для которого этот бой стал дебютным в первом тяжёлом весе, впервые в карьере встретился с соперником, значительно превосходившем его в скорости. Но разница в скорости была не единственным вызовом для Чемберса в этом бою: соперник Эдди заставил его вести очень неудобный для него бой — бой первым номером. В роли агрессора Чемберс чувствовал себя неуверенно: его джеб против левши Мчуну не работал вообще, а удары правой очень редко достигали цели. Мчуну же, напротив, хорошо работал на контратаках, выигрывая раунд за раундом. По окончании боя все трое судей отдали победу Табисо Мчуну со счетом 97:93, 99:91 и 99:91.
После поражения в первом тяжёлом весе Чемберс долгое время не выходил на ринг, затем снова начал набирать мышечную массу и вернулся в тяжёлый вес. Отправившись в Великобританию, работал спарринг-партнёром у британца Тайсона Фьюри. Чемберсу понравилась обстановка в команде Фьюри, и он остался в ней.
После поражения от Мчуну менеджеры Чемберса сочли за благо посадить его на так называемую «мешочную диету», то есть выставляя против него откровенно слабых боксёров. 
В 2014 года под попечительством команды Фьюри провёл 5 низкорейтинговых поединков в Великобритании.

#### Бой с Джеральдом Вашингтоном
30 апреля 2016 года Чемберс встретился с непобежденным Джеральдом Вашингтоном. Вашингтон доминировал весь бой и победил единогласным решением судей.

#### Возвращение в бокс
Изначально Чемберс хотел вернуться в начале декабря 2022 года, против малоизвестного Тайлера Каннинга (5-5, 2 КО), бой в последний момент был отменен по неизвестным причинам. 
7 февраля 2023 года в Нэшвилле (США) вернулся после простоя в 7 лет. Соперником в самый последний момент оказался 44-летний Кори Уильямса (6-14-2, 4 КО) - матчмейкер этого же боксерского шоу. Эдди отправил соперника в нокдаун во втором раунде ударом в корпус, а после еще одного нокдауна в третьем раунде рефери остановил бой. 